# Anders Fältnäs
Anders Thomas Fältnäs, född 23 november 1962, är en svensk handbollstränare. Han är sedan 2016 sportchef för FyllingenBergen, som han tränade 2006–2014.
Fältnäs var tränare för Alingsås HK då klubben våren 1998 kvalificerade sig till Elitserien (nuvarande Handbollsligan) för första gången.

## Klubbar/lag
- BK Heid
- HK Aranäs
- Tolereds AIK
- Alingsås HK (1994–1999)
- VfL Bad Schwartau (1999–2002)
- HSV Hamburg (2002)
- AaB Håndbold (2003–2006)
- Sveriges herrlandslag (assisterande, 2004–2005)
- FyllingenBergen (2006–2014)
  - →  SV Henstedt-Ulzburg (lån, 2013)